# 2500 Alascattalo
Alascattalo (asteróide 2500) é um asteróide da cintura principal, a 2,0174155 UA. Possui uma excentricidade de 0,0994554 e um período orbital de 1 224,71 dias (3,35 anos).
Alascattalo tem uma velocidade orbital média de 19,89975354 km/s e uma inclinação de 6,99203º.
Esse asteróide foi descoberto em 2 de Abril de 1926 por Karl Reinmuth.